# 25番街駅
25番街駅（25ばんがいえき、英語: 25th Avenue）はニューヨーク市地下鉄BMTウェスト・エンド線の駅である。ブルックリン区ベンソンハースト、バス・ビーチ、グレーブセンドの各ネイバーフッドの境界付近の25番街-86丁目交差点にある。終日D系統が停車する。

## 駅構造
| P ホーム階 | 相対式ホーム、右側ドアが開く | 相対式ホーム、右側ドアが開く                                           |
| P ホーム階 | 北行緩行線                   | ← ノーウッド-205丁目駅行き（ベイ・パークウェイ駅）                     |
| P ホーム階 | 混雑方向 急行線              | → 定期列車なし                                                         |
| P ホーム階 | 南行緩行線                   | → コニー・アイランド-スティルウェル・アベニュー駅行き（ベイ50丁目駅）→ |
| P ホーム階 | 相対式ホーム、右側ドアが開く |                                                                        |
| M          | 改札階                       | 改札口、駅員詰所、メトロカード自動券売機                               |
| G          | 地上階                       | 出入口                                                                 |

1916年12月29日に開業した相対式ホーム2面3線の高架駅である。中央を走る急行線は普段使われていない。ニューヨークシティ・トランジット・オーソリティのAdopt-a-Stationプログラムの一環で近隣のラファイエット高校の生徒が働いている。
2012年に、2009年アメリカ復興・再投資法に基づく資金拠出により改装が行われた。MTAアーツ・フォー・トランジット・プログラムに基づきアミー・チェンが制作したラミネート加工されたガラス製風防4枚が2012年7月から展示されている。風防はクイーンズ区ロングアイランド・シティのデップ・グラス社が製造した。

### 出入口
高架下の駅舎から25番街 - 86丁目交差点の4つ角に出ることができる。

## ポップカルチャーにて
1971年の映画『フレンチ・コネクション』の尾行シーンに当駅が登場する。

## 画像

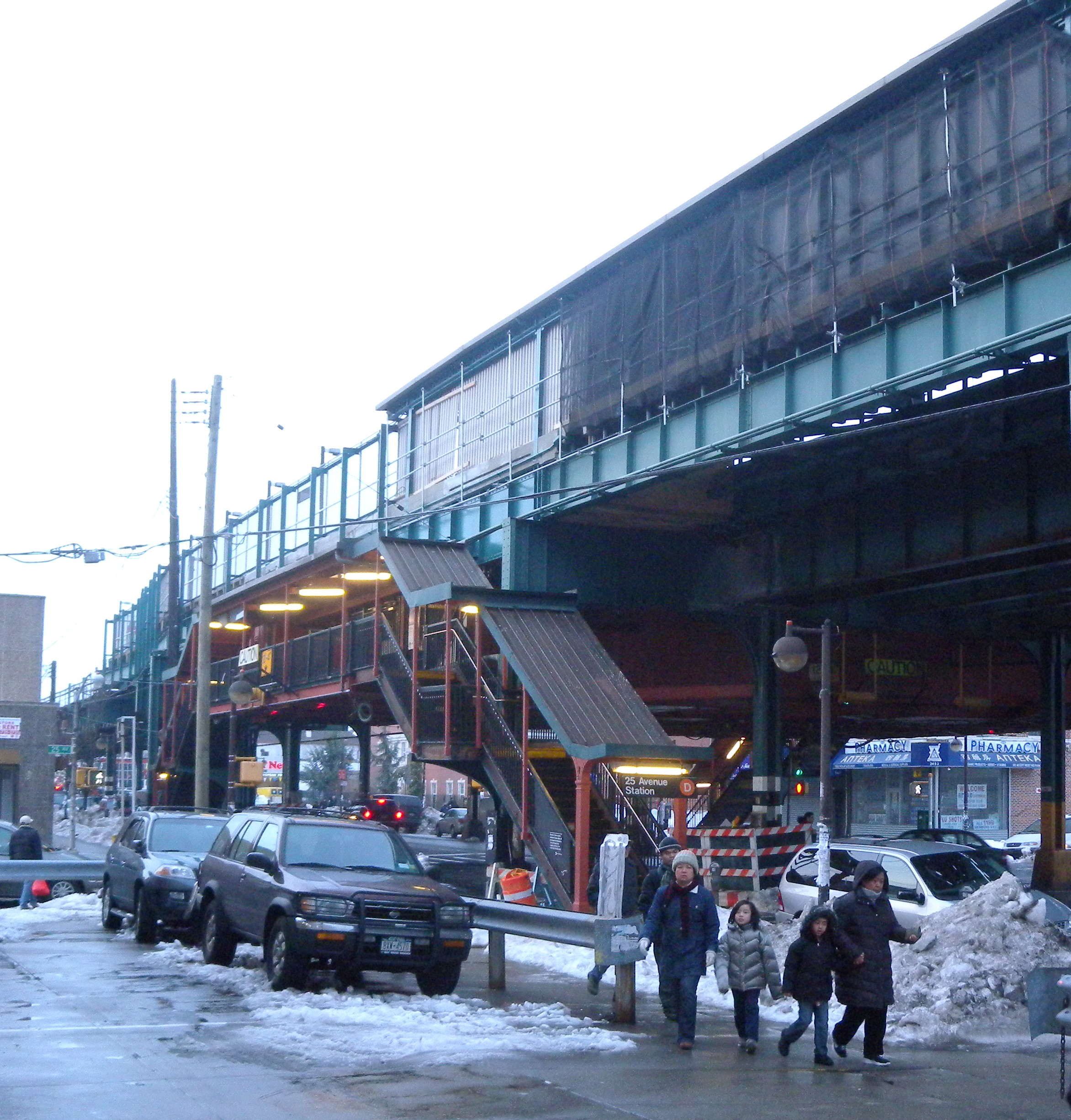
通りに面した階段
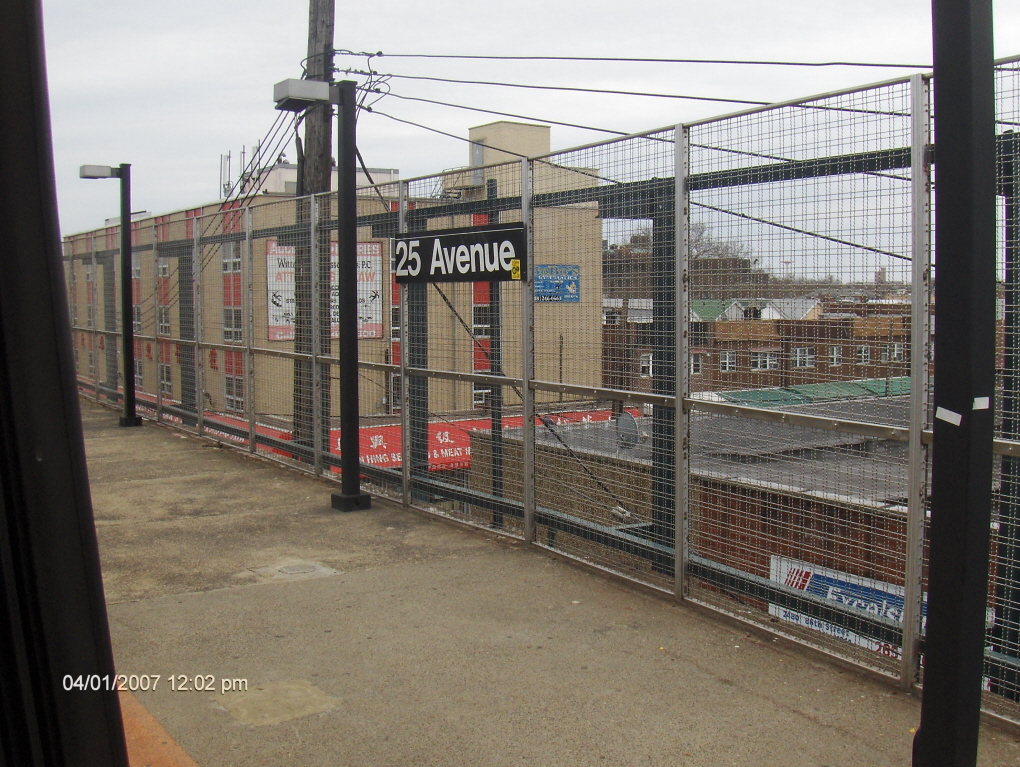
フェンスの看板